# Trigonopterus attenboroughi

Trigonopterus attenboroughi (лат.) — вид жуков-долгоносиков рода Trigonopterus из подсемейства Cryptorhynchinae (Curculionidae). Встречаются на острове Калимантан (Индонезия, провинция Западный Калимантан, Mt. Bawang: 652 м).
Видовое название было дано в честь английского телеведущего и натуралиста Дэвида Аттенборо (Sir David F. Attenborough), знаменитого созданием популярных документальных сериалов о природе.

## Описание
Мелкие нелетающие жуки-долгоносики, длина от 2,14 до 2,63 мм; в основном коричневого цвета (усики светлее). Тело субовальное. От близкого вида Trigonopterus sepuluh отличается коричневой окраской (T. sepuluh чёрный) и строением гениталий самца (пенис с парой склеритов). Крылья отсутствуют. Рострум укороченный, в состоянии покоя не достигает середины средних тазиков. Надкрылья с 9 бороздками. Коготки лапок мелкие. В более ранних работах упоминался как «Trigonopterus sp. 366».
Вид был впервые описан в 2014 году немецким колеоптерологом Александром Риделем (Alexander Riedel; Museum of Natural History Karlsruhe, Карлсруэ, Германия), совместно с энтомологами Рене Тэнзлером (Rene Tänzler; Zoological State Collection, Мюнхен), Майклом Бальке (Michael Balke; GeoBioCenter, Ludwig-Maximilians-University, Мюнхен, Германия), Кахийо Рахмади (Cahyo Rahmadi; Indonesian Institute of Sciences, Research Center for Biology, Cibinong, Западная Ява, Индонезия), Яйюк Сухарджоно (Yayuk R. Suhardjono; Zoological Museum, Cibinong Science Center - LIPI, Jl. Raya Jakarta-Bogor, Индонезия), осуществившими ревизию фауны жуков рода Trigonopterus на острове Ява и соседних островах. Вместе с видами Trigonopterus bawangensis, Trigonopterus santubongensis, Trigonopterus sebelas, Trigonopterus sepuluh и Trigonopterus singkawangensis образует видовую группу T. attenboroughi-group.